# Walter Vogt (Politiker)
Walter Vogt (* 28. November 1947 in Grabs) ist ein liechtensteinischer Politiker (VU). Er gehörte von 2001 bis 2005 dem Landtag des Fürstentums Liechtenstein an.

## Biografie
Vogt wuchs in Balzers auf und absolvierte eine Berufslehre als Schreiner. Anschliessend liess er sich in einer Abendschule in St. Gallen zum Schreinermeister weiterbilden und übernahm die von seinem Grossvater Andreas gegründete Schreinerei. 1989 gründete er ein Unternehmen für Fenstertechnik.
Bei den Landtagswahlen 2001 kandidierte Vogt erfolgreich für die Vaterländische Union (VU) im Wahlkreis Oberland und gehörte damit dem Landtag des Fürstentums Liechtenstein von 2001 bis 2005 an. Während dieser Zeit war er zeitweilig Mitglied der Geschäftsprüfungskommission und des Landesausschusses. Er präsidiert seit 2008 den Verwaltungsrat von Liechtenstein Tourismus.
Vogt ist verheiratet und hat vier Kinder.